# Psiloderces tesselatus
Psiloderces tesselatus là một loài nhện trong họ Ochyroceratidae. Loài này phân bố ở Java.